# Jointure (droit)
 (juillet 2023).
La mise en forme du texte ne suit pas les recommandations de Wikipédia : il faut le « wikifier ».
Les points d'amélioration suivants sont les cas les plus fréquents. Le détail des points à revoir est peut-être précisé sur la page de discussion.
- Les titres sont pré-formatés par le logiciel. Ils ne sont ni en capitales, ni en gras.
- Le texte ne doit pas être écrit en capitales (les noms de famille non plus), ni en gras, ni en italique, ni en « petit »…
- Le gras n'est utilisé que pour surligner le titre de l'article dans l'introduction, une seule fois.
- L'italique est rarement utilisé : mots en langue étrangère, titres d'œuvres, noms de bateaux, etc.
- Les citations ne sont pas en italique mais en corps de texte normal. Elles sont entourées par des guillemets français : « et ».
- Les listes à puces sont à éviter, des paragraphes rédigés étant largement préférés. Les tableaux sont à réserver à la présentation de données structurées (résultats, etc.).
- Les appels de note de bas de page (petits chiffres en exposant, introduits par l'outil «  Source ») sont à placer entre la fin de phrase et le point final[comme ça].
- Les liens internes (vers d'autres articles de Wikipédia) sont à choisir avec parcimonie. Créez des liens vers des articles approfondissant le sujet. Les termes génériques sans rapport avec le sujet sont à éviter, ainsi que les répétitions de liens vers un même terme.
- Les liens externes sont à placer uniquement dans une section « Liens externes », à la fin de l'article. Ces liens sont à choisir avec parcimonie suivant les règles définies. Si un lien sert de source à l'article, son insertion dans le texte est à faire par les notes de bas de page.
- La présentation des références doit suivre les conventions bibliographiques. Il est recommandé d'utiliser les modèles {{Ouvrage}}, {{Chapitre}}, {{Article}}, {{Lien web}} et/ou {{Bibliographie}}. Le mode d'édition visuel peut mettre en forme automatiquement les références.
- Insérer une infobox (cadre d'informations à droite) n'est pas obligatoire pour parachever la mise en page.

Pour une aide détaillée, merci de consulter Aide:Wikification.
Si vous pensez que ces points ont été résolus, vous pouvez retirer ce bandeau et améliorer la mise en forme d'un autre article.
Pour les articles homonymes, voir Jointure.
La jointure est, en droit, une disposition qui permet d'assurer des moyens de subsistance à une femme après le décès de son mari. Le contrat est généralement négocié avant le mariage, en accord avec les conditions de la dot. Il doit, en règle générale, s'appliquer à compter du décès du mari et jusqu'au décès de la veuve qui en bénéficie.

## Cadre légal
La jointure est un usage qui date de l’époque médiévale mais dont on peut trouver trace dans le Code de Hammurabi. Généralement, une part des biens du mari, ou le produit de ces biens, est reversé à sa veuve pour subvenir à ses besoins. Les dispositions de la jointure, ou une part de celles-ci, peuvent être établies après le mariage, notamment si une somme d'argent est versé au mari à cet effet pour compléter le contrat d'origine. 
Dans le droit anglais, la jointure est à la fois légale et équitable. Une jointure légale est établie par le Statute of Uses de 1536. Auparavant, sous le système juridique de la Common Law, il était d'usage de prévoir contractuellement, pour une partie des biens, cette forme de propriété conjointe entre époux (joint tenancy ou "jointure") dont le bénéfice revient au survivant. La jointure peut toutefois être limitée à la seule femme.

## Conditions requises
Les conditions d'une jointure légale sont :
1. La jointure prend effet immédiatement après le décès du mari ;
2. Elle vaut, au minimum, jusqu'au décès de l'épouse sauf si celle-ci en décide autrement ;
3. Elle doit être établie avant le mariage ; dans le cas contraire, elle est annulable par l'épouse au décès du mari ;
4. Elle doit être conforme aux conditions du douaire et ne pas faire partie de celle-ci.

En équité, toute disposition prise pour une femme majeure, avec son accord, en lieu et place du douaire lui en faisait perdre le bénéfice. Si la disposition était prise après le mariage, la femme n'en perdait pas forcément le bénéfice bien qu'il soit expressément mentionné que cette disposition tenait lieu de douaire. Il lui revenait de faire le choix entre cette disposition et la douaire. 
Des jointures pouvaient également être créées par un contrat postnuptial. Les épouses ou leurs proches pouvaient verser une somme forfaitaire à leur mari, ou lui donner des biens, en échange d'une jointure à vie.